# Gare d'Ōgaki
La gare d'Ōgaki (大垣駅, Ōgaki-eki) est une gare ferroviaire de la ville d'Ōgaki, dans la préfecture de Gifu au Japon. Elle est exploitée par les compagnies JR Central, Tarumi Railway et Yoro Railway.

## Situation ferroviaire
La gare est située au point kilométrique (PK) 410,0 de la ligne principale Tōkaidō et au PK 43,0 de la ligne Yōrō. Elle marque le début de la ligne Tarumi.

## Historique
La gare est inaugurée le 25 mai 1884.

## Service des voyageurs

### Accueil
La gare dispose d'un bâtiment voyageurs, avec guichets, ouvert tous les jours. 

### Desserte

#### JR Central et Tarumi Railway
- Ligne principale Tōkaidō :
  - voies 1 et 2 : direction Maibara, Fukui et Kanazawa (services express Shirasagi)
  - voie 3 : direction Mino-Akasaka
  - voies 4 et 5 : direction Gifu et Nagoya
- Ligne Tarumi :
  - voies 6 et 7 : direction Motosu et Tarumi

#### Yoro Railway
- Ligne Yōrō :
  - voie 1 : direction Yōrō et Kuwana
  - voie 2 : direction Ibi